# Canton de Val-de-Reuil
Le canton de Val-de-Reuil est une circonscription électorale française située dans le département de l'Eure et la région Normandie.

## Histoire
Le canton a été créé en 1985 en scindant en deux l'ancien canton de Pont-de-l'Arche.
Un nouveau découpage territorial de l'Eure (département) entre en vigueur à l'occasion des élections départementales de mars 2015, défini par le décret du 25 février 2014, en application des lois du 17 mai 2013 (loi organique 2013-402 et loi 2013-403). Les conseillers départementaux sont, à compter de ces élections, élus au scrutin majoritaire binominal mixte. Les électeurs de chaque canton élisent au Conseil départemental, nouvelle appellation du Conseil général, deux membres de sexe différent, qui se présentent en binôme de candidats. Les conseillers départementaux sont élus pour 6 ans au scrutin binominal majoritaire à deux tours, l'accès au second tour nécessitant 12,5 % des inscrits au 1er tour. En outre la totalité des conseillers départementaux est renouvelée. Ce nouveau mode de scrutin nécessite un redécoupage des cantons dont le nombre est divisé par deux avec arrondi à l'unité impaire supérieure si ce nombre n'est pas entier impair, assorti de conditions de seuils minimaux. Dans l'Eure, le nombre de cantons passe ainsi de 43 à 23. Le nombre de communes du canton de Val-de-Reuil passe de 8 à 9.
Le nouveau canton de Val-de-Reuil est formé de communes des anciens cantons de Fleury-sur-Andelle (1 commune) et de Val-de-Reuil (8 communes). Le canton est entièrement inclus dans l'arrondissement de Les Andelys. Le bureau centralisateur est situé à Val-de-Reuil.

## Géographie
Ce canton est organisé autour de Val-de-Reuil dans l'arrondissement des Andelys. Son altitude varie de 4 m (Val-de-Reuil) à 128 m (Le Plessis (Eure)) pour une altitude moyenne de 15 m.

## Représentation

### Représentation avant 2015
| Période | Période | Identité            | Étiquette | Qualité |
| ------- | ------- | ------------------- | --------- | --- |
| 1985    | 2001    | Bernard Leroy       | UDF-CDS   | Chef d'entreprise Ancien conseiller général du Canton de Pont-de-l'Arche Député (1993-1997) Maire du Vaudreuil depuis 1997               |
| 2001    | 2015    | Janick Léger-Lesœur | PS        | Enseignante Ancienne adjointe au maire de Val-de-Reuil Vice-présidente du Conseil général (jusqu'en 2015) Conseillère municipale de Léry |

### Représentation après 2015
| Période élective | Période élective | Mandat | Mandat   | Identité              | Nuance | Nuance | Qualité |
| ---------------- | ---------------- | ------ | -------- | --------------------- | ------ | ------ | --- |
| 2015             | 2021             | 2015   | 2021     | Jean-Jacques Coquelet |        | PS     | Cadre de la fonction publique Adjoint au maire de Val-de-Reuil |
| 2015             | 2021             | 2015   | 2021     | Janick Léger          |        | PS     | Conseillère municipale, puis maire (2020) de Léry Présidente du groupe socialiste |
| 2021             | 2028             | 2021   | en cours | Marc-Antoine Jamet    |        | PS     | Directeur immobilier du groupe LVMH, administrateur de la société d'exploitation de la Tour Eiffel, PDG du Jardin d'acclimatation de Paris et magistrat (en disponibilité) à la Cour des comptes Maire de Val-de-Reuil depuis 2001, ancien conseiller régional (2015-2021) |
| 2021             | 2028             | 2021   | en cours | Janick Léger          |        | PS     | Fonctionnaire Maire de Léry, suppléante du député Philippe Brun depuis 2024 |

### Résultats détaillés

#### Élections de mars 2015
À l'issue du 1er tour des élections départementales de 2015, deux binômes sont en ballottage : Jean-Jacques Coquelet et Janick Léger (Union de la Gauche, 37,5 %) et Huguette Courteille et Charles Duclos (FN, 26,6 %). Le taux de participation est de 40,19 % (5 487 votants sur 13 652 inscrits) contre 50,53 % au niveau départemental et 50,17 % au niveau national.
Au second tour, Jean-Jacques Coquelet et Janick Léger (Union de la Gauche) sont élus avec 64,23 % des suffrages exprimés et un taux de participation de 41,69 % (3 320 voix pour 5 691 votants et 13 651 inscrits).

#### Élections de juin 2021
Le premier tour des élections départementales de 2021 est marqué par un très faible taux de participation (33,26 % au niveau national). Dans le canton de Val-de-Reuil, ce taux de participation est de 32,67 % (4 559 votants sur 13 954 inscrits) contre 33,02 % au niveau départemental. À l'issue de ce premier tour, deux binômes sont en ballottage : Marc-Antoine Jamet et Janick Léger (PS, 61,49 %) et Béatrice Boudet Raton et Louis Speybrouck (Divers, 20,22 %).
Le second tour des élections est marqué une nouvelle fois par une abstention massive équivalente au premier tour. Les taux de participation sont de 34,3 % au niveau national, 32,76 % dans le département et 31,9 % dans le canton de Val-de-Reuil. Marc-Antoine Jamet et Janick Léger (PS) sont élus avec 70,93 % des suffrages exprimés (3 009 voix pour 4 452 votants et 13 958 inscrits),,. 

## Composition

### Composition avant 2015
Le canton de Val-de-Reuil regroupait huit communes.
| Nom                      | Code Insee | Codepostal | Superficie (km2) | Population (dernière pop. légale) | Densité (hab./km2) |
| ------------------------ | ---------- | ---------- | ---------------- | --------------------------------- | ------------------ |
| Val-de-Reuil (chef-lieu) | 27701      | 27100      | 25,94            | 13 407 (2012)                     | 517                |
| Connelles                | 27168      | 27430      | 4,17             | 198 (2012)                        | 47                 |
| Herqueville              | 27330      | 27430      | 3,76             | 151 (2012)                        | 40                 |
| Léry                     | 27365      | 27690      | 8,56             | 2 100 (2012)                      | 245                |
| Porte-Joie               | 27471      |            | 5,91             | 113 (2012)                        | 19                 |
| Poses                    | 27474      | 27740      | 5,39             | 1 164 (2012)                      | 216                |
| Le Vaudreuil             | 27528      | 27100      | 5,49             | 3 652 (2012)                      | 665                |
| Tournedos-sur-Seine      | 27651      |            | 6,65             | 100 (2012)                        | 15                 |

### Composition à partir de 2015
Le nouveau canton de Val-de-Reuil comprenait neuf communes entières à sa création.
À la suite de la fusion, au 1er janvier 2018, de Porte-Joie et de Tournedos-sur-Seine pour former la commune de Porte-de-Seine, le nombre de communes descend à 8.
| Nom                                  | Code Insee | Intercommunalité | Superficie (km2) | Population (dernière pop. légale) | Densité (hab./km2) | Modifier                                    |
| ------------------------------------ | ---------- | ---------------- | ---------------- | --------------------------------- | ------------------ | ------------------------------------------- |
| Val-de-Reuil (bureau centralisateur) | 27701      | CA Seine-Eure    | 25,94            | 12 939 (2022)                     | 499                | modifier les données · modifier les données |
| Amfreville-sous-les-Monts            | 27013      | CA Seine-Eure    | 7,52             | 517 (2022)                        | 69                 | modifier les données · modifier les données |
| Connelles                            | 27168      | CA Seine-Eure    | 4,17             | 172 (2022)                        | 41                 | modifier les données · modifier les données |
| Herqueville                          | 27330      | CA Seine-Eure    | 3,76             | 125 (2022)                        | 33                 | modifier les données · modifier les données |
| Léry                                 | 27365      | CA Seine-Eure    | 8,56             | 1 984 (2022)                      | 232                | modifier les données · modifier les données |
| Porte-de-Seine                       | 27471      | CA Seine-Eure    | 6,46             | 209 (2022)                        | 32                 | modifier les données · modifier les données |
| Poses                                | 27474      | CA Seine-Eure    | 5,39             | 1 118 (2022)                      | 207                | modifier les données · modifier les données |
| Le Vaudreuil                         | 27528      | CA Seine-Eure    | 5,49             | 3 622 (2022)                      | 660                | modifier les données · modifier les données |
| Canton de Val-de-Reuil               | 2721       |                  | 67,29            | 20 686 (2022)                     | 307                | modifier les données                        |

## Démographie

### Démographie avant 2015
| 1990   | 1999   | 2006   | 2011   | 2012   |
| ------ | ------ | ------ | ------ | ------ |
| 17 850 | 20 555 | 20 871 | 20 734 | 20 885 |

La forte croissance démographique à partir des années 1980 est due à l'urbanisation de Val-de-Reuil, ville nouvelle dont la première pierre a été posée en 1973.

### Démographie depuis 2015
En 2022, le canton comptait 20 686 habitants, en évolution de −2,64 % par rapport à 2016 (Eure : −0,25 %, France hors Mayotte : +2,11 %).
| 2013   | 2018   | 2022   |
| ------ | ------ | ------ |
| 20 955 | 21 024 | 20 686 |